# Tmarus thorelli
Tmarus thorelli är en spindelart som beskrevs av Comellini 1955. Tmarus thorelli ingår i släktet Tmarus och familjen krabbspindlar.
Artens utbredningsområde är Kongo. Inga underarter finns listade i Catalogue of Life.